# スキトモ
『スキトモ』は、2007年公開の日本映画である。
2007年に開催された第16回東京国際レズビアン&ゲイ映画祭では、劇場未公開シーンを加えた特別編集版『スキトモ-スペシャル・エディション-』として上映された。

## キャスト
- 蒼井智和：斎藤工
- 斉藤ヨシキ：相葉弘樹
- 蒼井みさお：小松愛梨
- 安藤有紗：寉岡瑞希
- 三浦カヨ：西秋愛菜
- 真日龍子
- 瀬戸口剛
- 沖原一生
- 宮崎寛之
- 田坂公章
- 宮島竜治
- 加藤翔太
- 角田愛倫

## スタッフ
- 監督：三原光尋
- 脚本：金杉弘子
- 製作：川城和実、片岡正博
- プロデューサー：森本浩二、片山武志
- 助監督：高明
- 撮影：芦澤明子
- 編集：村上雅樹
- 音楽：MOKU
- 照明：金子浩治
- 録音：塩原政勝
- 配給：ビデオプランニング
- 製作：バンダイビジュアル、トライネットエンタテインメント、ビデオプランニング